# Industrie des semi-conducteurs
L'industrie des semi-conducteurs est un secteur industriel qui regroupe les activités de conception, de fabrication et de commercialisation des semi-conducteurs.
Ces activités participent de manière fondamentale à la production de biens et de services des technologies de l'information et de la communication dans la mesure où elles fournissent le composant de base de ces technologies : le circuit intégré. Par exemple, ce composant est au cœur des serveurs informatiques, des routeurs de réseaux de transport de données et des terminaux téléphoniques.